# Bingo

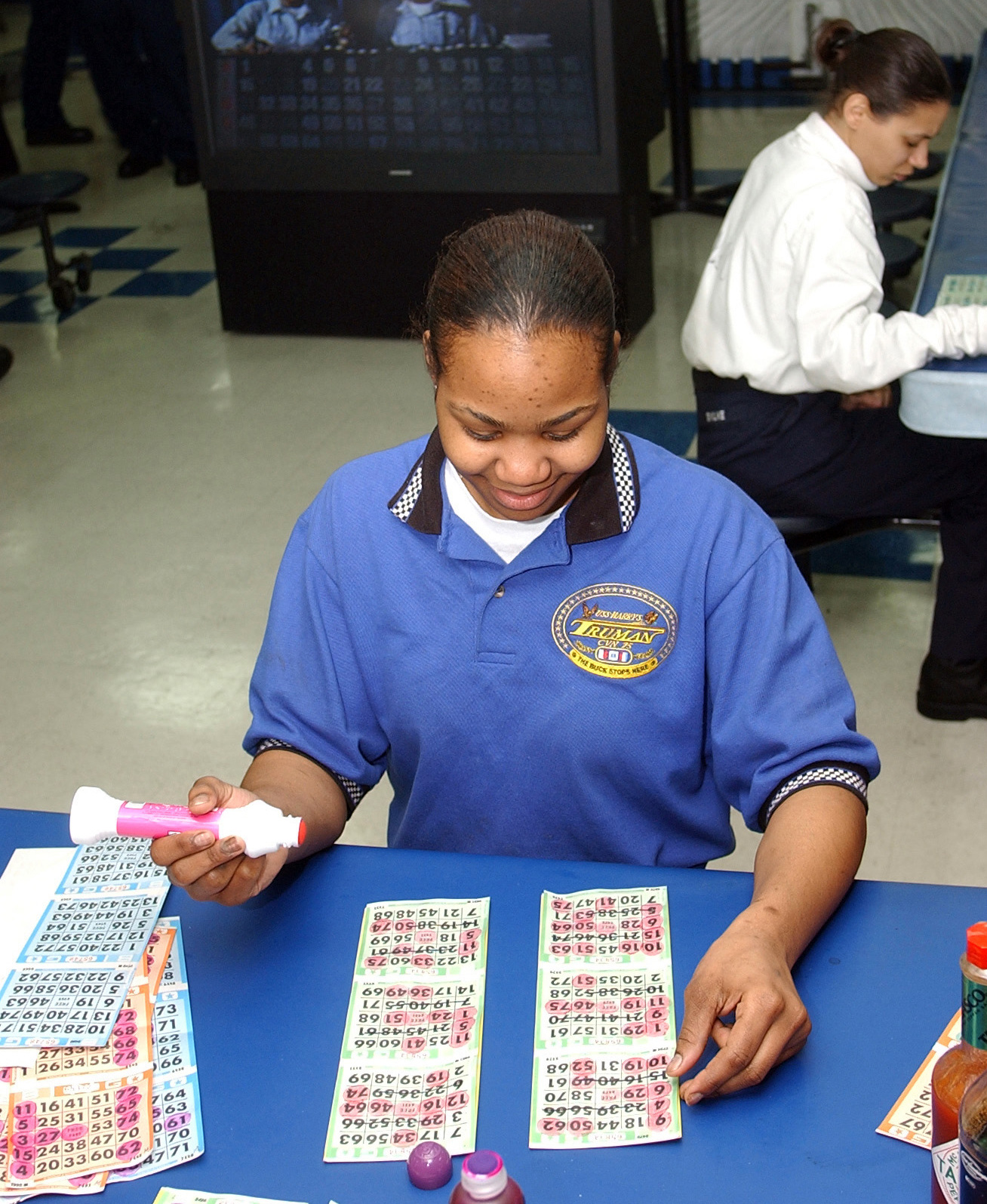
Uma mulher jogando bingo

O bingo é um jogo de azar onde bolas numeradas são colocadas dentro de um globo e sorteadas uma a uma. O jogo é comum em cassinos, salas de bingo online,  casas de bingo, quermesses e festas juninas (no Brasil), além de servir como diversão caseira entre famíliares e amigos.
O jogo do bingo, tal como hoje o conhecemos, foi divulgado por Edwin Lowe, fabricante de brinquedos nos Estados Unidos da América .
Os números devem ser marcados em cartelas aleatórias, geralmente com 24 números, dispostos no formato de 5 colunas por 5 linhas, para facilitar a localização dos mesmos, quando sorteados. 
Uma coluna para os números de 1 a 9, uma outra para os números de 10 a 19, outra para os números de 20 a 29, e dai por diante, até o número 99, na maioria dos bingos. 
Tradicionalmente, os vencedores são aqueles que completam primeiramente uma linha, uma coluna ou na transversal ou aquele que fechar (ou seja, completar todos os números) a cartela.
Em algumas casas de bingo, a cada rodada são acertadas as regras, podendo assim, valer as 3 linhas, também as colunas. 
Os ganhadores devem alertar que ganharam, a linha com a palavra "linha!" e se fecharem a cartela devem gritar "bingo". Assim o sorteio é parado e o chefe de mesa vem conferir a cartela.
Outra modalidade muito semelhante ao bingo comum é o keno, jogado em cassinos. Neste tipo de jogo as regras são basicamente as mesmas, mas ao contrário de ter os números pré-definidos na cartela, é o jogador que escolhe os números com os quais deseja jogar. 

## Casas de bingo no Brasil
Casas de bingo (que oferecem o jogo de bingo e caça-níqueis) voltaram a ser proibidas no Brasil em 2004. O jogo estava proíbido desde 1946 através de decreto-lei do presidente Eurico Gaspar Dutra e foi readmitido pela Lei Zico (Lei 8672/93), de 1993, e reafirmada cinco anos depois pela Lei Pelé (9615/98), que destinava 7% do faturamento das casas de bingo às entidades que representavam as modalidades olímpicas e paraolímpicas. A nova proibição foi decretada pelo Presidente Lula através de Medida Provisória 168/04 em fevereiro de 2004, após o Escândalo dos bingos. O Governo Federal argumentou seguir determinação da Lei Maguito que - aprovada em 2000 - revogava todas as autorizações para bingos a partir de 31 de dezembro de 2002.
No dia 16 de setembro de 2009, a Comissão de Constituição e Justiça (CCJ) da Câmara dos Deputados havia aprovado o projeto de lei Nº 2944/2004, que legalizaria a exploração dos bingos e dos caça-níqueis no Brasil. No entanto, em 14 de dezembro de 2010, tal projeto de lei foi barrado pelos deputados por 212 votos contra, 144 a favor e 5 abstenções. Com a decisão, os jogos de bingo seguem proibidos em todo o território brasileiro. 
Existe a possibilidade de jogos de bingo no Brasil. A Lei 13.019 / 2014 autoriza organizações do terceiro setor (entidades sem fins lucrativos, entidades cooperativas, organizações religiosas etc.) a realizar sorteios e promoções como forma de obter recursos complementares para financiar suas próprias atividades. 

## Casas de bingo em Portugal
Em Portugal o jogo é comum em casinos ou casas de bingo administradas por clubes desportivos, foi legalizado em 1982.
O negócio do bingo tem vindo a perder peso a um ritmo significativo em Portugal desde 2002, ano em que o setor (na altura 31 salas) atingiu o pico de 128 milhões de euros de faturação. Desde então, tem sido sempre a descer. Em 2013, representou apenas 44,9 milhões de euros.
Em 2002 havia 30 salas de bingo, em 2016 eram 15 salas de bingo, 10 delas localizadas na grande Lisboa. Em 2023 há 6 salas.

## Variações

### Outras formas
- Buzzword bingo (também chamado de bullshit bingo[7])
- Bingo bovino (também chamado de Bossy bingo), no qual a defecação de um bovino é usada para desenhar os números[8]
- National Bingo Night, um game show de participação do espectador baseado em bingo na ABC que terminou em 2007
- Facebook bingo difere dos tradicionais jogos de bingo online ou terrestres. A maioria dos jogos apresenta 'power-ups' que dão aos jogadores individuais uma vantagem em ganhar o jogo ao usar tais power-ups

Variantes temáticas do jogo tradicional incluem bingo drag queen, bingo punk rock e bingo cobertor de praia.